# Modicai csokoládé

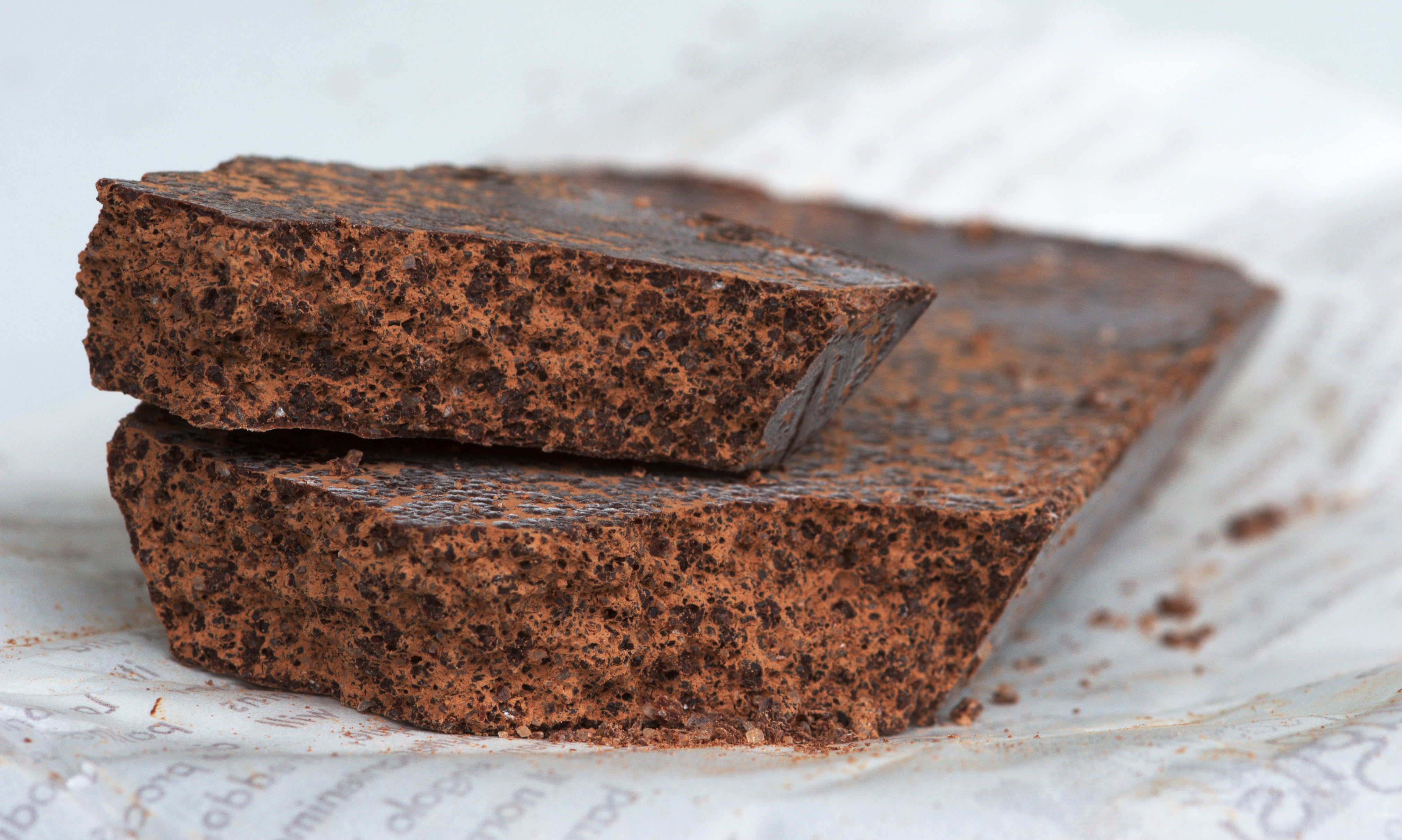

A modicai csokoládé (olaszul: Cioccolato di Modica) egy olasz oltalom alatt álló eredetmegjelölt csokoládéfajta, amely Modicában, Szicíliában jellemző. Ez a csokoládé ősi és eredeti recept szerint készül, melyben a kakaóbabot kézzel őrlik és az őrleményhez nádcukrot adnak, ami miatt jellegzetesen szemcsés állagú lesz.   2009 óta minden évben megrendezik Modicában a "Chocobarocco" eseményt. Amiben a város barokk örökségét és a csokoládét hangsúlyozzák ki.

## Eredete
A csokoládéfajta története Szicília spanyol uralmáig nyúlik vissza, amikor a Modicai Grófság létezett. A spanyolok az újvilág felfedezésével valószínűleg elsajátították az aztékok ősi receptjét illetve a metate használatát, ám mivel ők nem használtak a cukrot és kakaót folyékony állapotban, emiatt nem egyértelmű, hogy a modicai csokoládé azték recept szerint készül.
A kemény csokoládét hideg kakaóbab-őrleményből készül, amihez nádcukrot adnak, ahogyan Mexikóban a csokoládé italt készítik. Különböző formákban árulják, jellemző a tábla csokoládés változat. A legismertebb modicai csokoládémárkák a mexikói Ibarra és Mayordomo és a mexikói hatásra létrehozott Taza Chocolate.

## Jellemzője
A kakaóbab-őrleményhez és nádcukorhoz nem adnak sem tejet sem kakaóbabot és semmilyen adalékanyagot sem. 45 fokon készül a csokoládé, így a nádcukor nem olvad fel, emiatt van szemcsés állaga.